# (3902) Yoritomo
(3902) Yoritomo (1986 AL) – planetoida z grupy pasa głównego asteroid okrążająca Słońce w ciągu 5,79 lat w średniej odległości 3,22 j.a. Odkryta 14 stycznia 1986 roku.